# Chiqueda
Chiqueda é uma pequena localidade da freguesia de Prazeres de Aljubarrota, município de Alcobaça, em Portugal.

## Origem do Nome
Conta a lenda de que o primeiro Rei de Portugal, D. Afonso Henriques, foi ao cimo da Serra dos Candeeiros e lançou sua espada para decidir onde mandaria construir o mosteiro agora situado em Alcobaça. Nesta localidade caiu a espada do Rei passando a ser chamada de Quiqueda (Aqui+Queda) sendo assim o nome veio da queda da espada e depois foi evoluindo de Quiqueda para Chiqueda.[carece de fontes?]

## Localização
Situa-se a pouco mais de 3 km da vila histórica de Aljubarrota. A aldeia encontra-se entre as aldeias de Carrascal, Evora de Alcobaça, Carvalhal, Lameira e também da aldeia de Ponte Jardim. Dista cerca de 3 km da cidade de Alcobaça, a sede de concelho, e cerca de 30Km da cidade de Leiria, capital do distrito.
Esta aldeia pertence a 2 freguesias como Prazeres de Aljubarrota e Évora de Alcobaça.

### Localidades Próximas
Localidades na zona com valor histórico: Leiria, Batalha, Porto de Mós, S. Jorge, Aljubarrota, Alcobaça, Pombal, Caldas da Rainha, Marinha Grande.

### Localidades com praias
Nazaré, Vieira de Leiria, Praia das Paredes, São Martinho do Porto, Praia do Pedrógão, São Pedro de Moel, Foz do Arelho

## Infra-estruturas
Nesta povoação, tem uma capela em honra de Nossa Senhora do Carmo. Nasce nesta localidade o famoso Rio Alcoa que vêm o dar o nome à cidade de Alcobaça(Alcoa + Baça)

## Festividades
É realizada uma festa anual, na Quinta-feira da Ascensão ou Quinta-feira de espiga que acontece sempre na Quinta-feira 40 dias depois da Páscoa, esta festa é denominada de "Festa da Espiga", cujos lucros revertem para das obras da capela assim como melhoramentos do recinto da festa.